# Parque del Oeste (Madrid)
El parque del Oeste es un parque de la ciudad española de Madrid, situado entre la carretera de La Coruña, la Ciudad Universitaria y el distrito de Moncloa. En él se encuentra una rosaleda donde se celebra anualmente un concurso internacional de rosas.  

## Historia
Antes del siglo XX, los terrenos que actualmente ocupa el parque eran el principal vertedero de basuras de la ciudad. La construcción del parque fue iniciativa de Alberto Aguilera, alcalde de la ciudad a principios del siglo XX, quien en 1906 pidió al paisajista Abraham Pedraza el trazado de un lugar para el paseo y descanso.

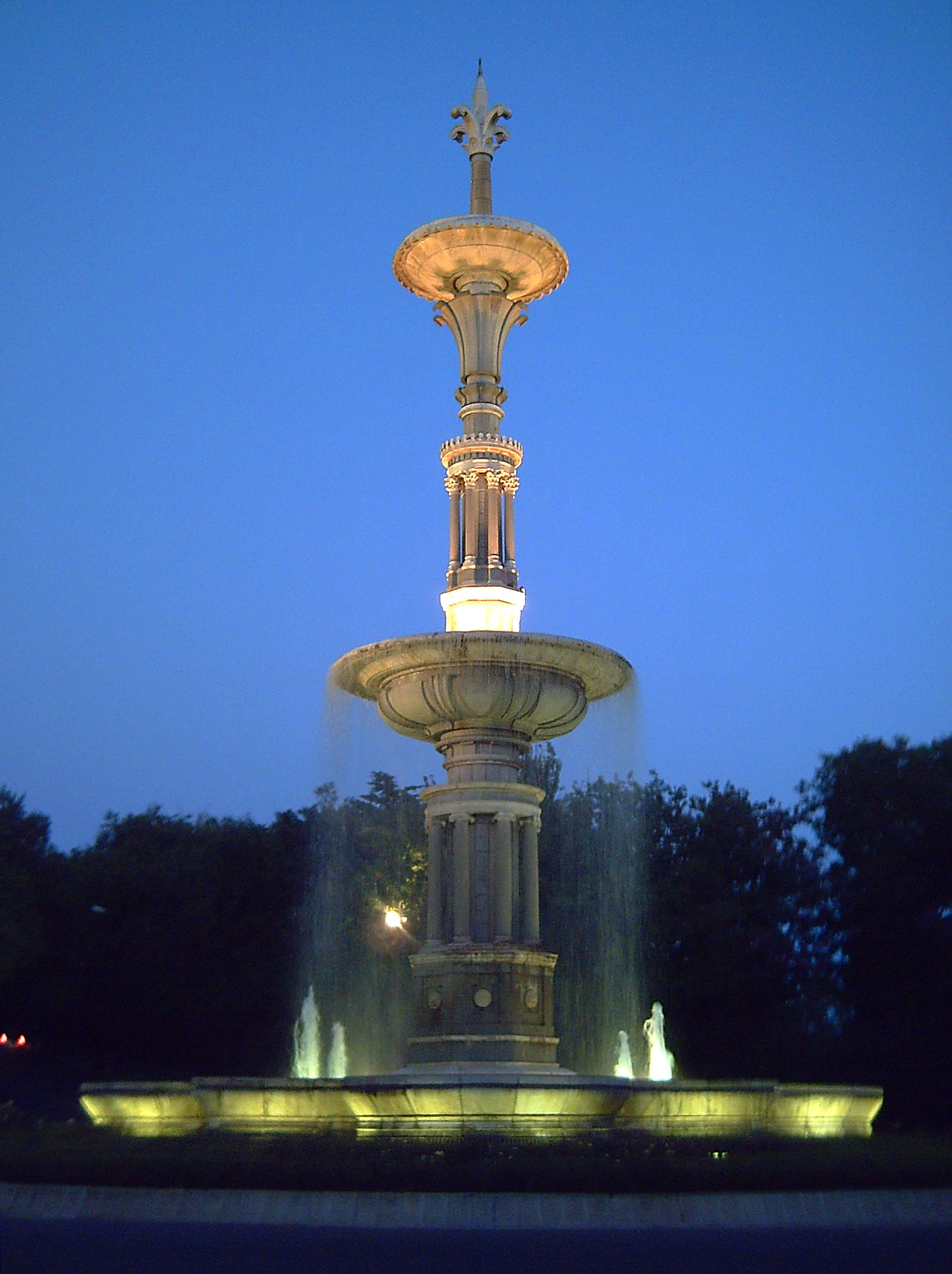
Fuente de Juan de Villanueva

La obra comenzó en 1893 y quedó inaugurada la primera fase en 1905. Esta fase comprendía una superficie aproximada de 87 hectáreas entre las actuales calles de Moret, y Séneca, más un paseo de Coches, hoy paseo de Camoens. En 1906 continuaron las obras de la segunda fase, llegando hasta el Cuartel de la Montaña (actual ubicación del Templo de Debod). Se extendió en paralelo al paseo del Pintor Rosales, sobre antiguas escombreras.
Durante la Guerra Civil el parque del Oeste se convirtió en campo de batalla de la batalla de la Ciudad Universitaria, abriéndose trincheras y construyéndose búnkeres que todavía hoy se pueden ver en su extremo norte.
Una vez acabada la guerra, Cecilio Rodríguez, responsable de los parques municipales, se encargó de su reconstrucción, que duró hasta finales de los años cuarenta. Se respetó el carácter paisajista, el tipo de plantación y el trazado de los caminos.
Durante los años 1956 y 1973 se amplió, ocupando los terrenos del Cuartel de la Montaña, construyéndose la Rosaleda y el parque de la Montaña, ubicando en él el templo de Debod, que fue inaugurado el 18 de julio de 1972.
En las décadas de 1980 y 1990 se convertiría en un lugar lleno de prostitución. En abril de 1996 un equipo del programa Esta noche cruzamos el Missisipi fue allí para grabar unas imágenes y encontraron a Cristina Ortiz, más conocida como La Veneno. Su desparpajo delante de las cámaras hizo que le ofrecieran participar en el programa y que diese su salto a la fama.

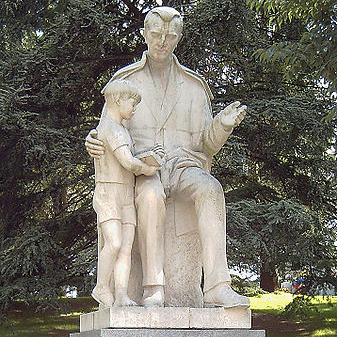
Monumento al Maestro, obra de Víctor de los Ríos
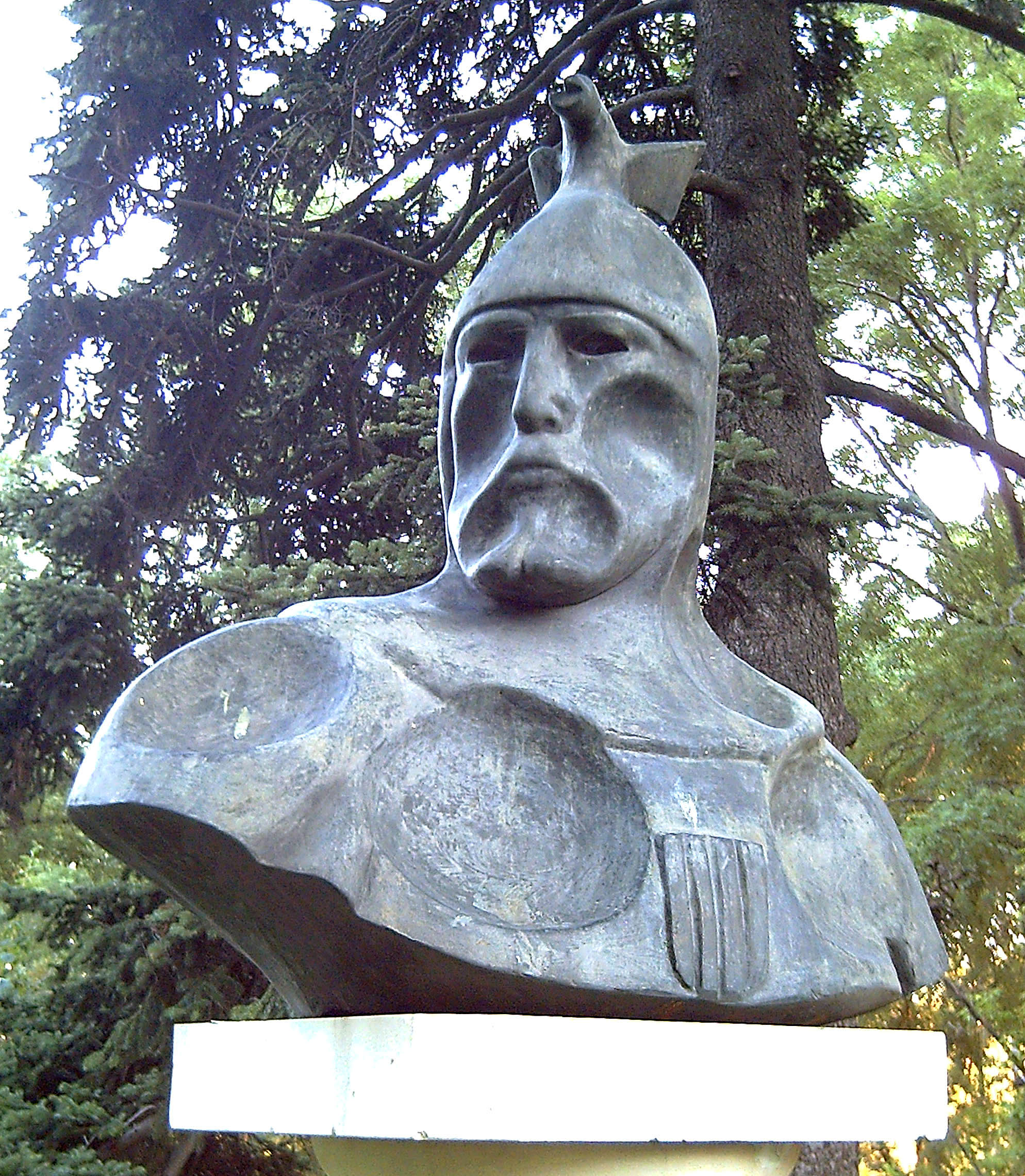
Busto de Jaime I, obra de Nassio Bayarri
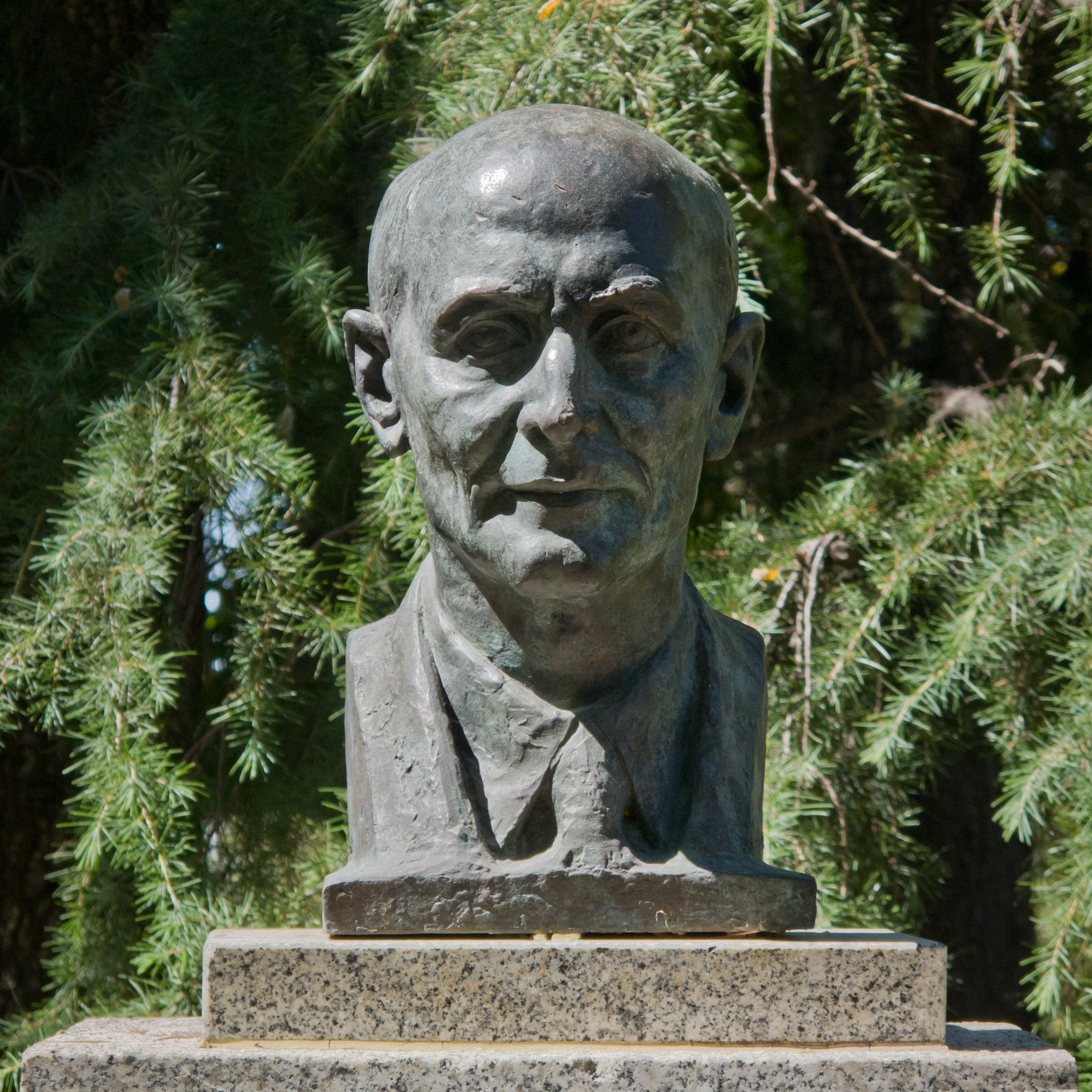
Busto de Paul Harris
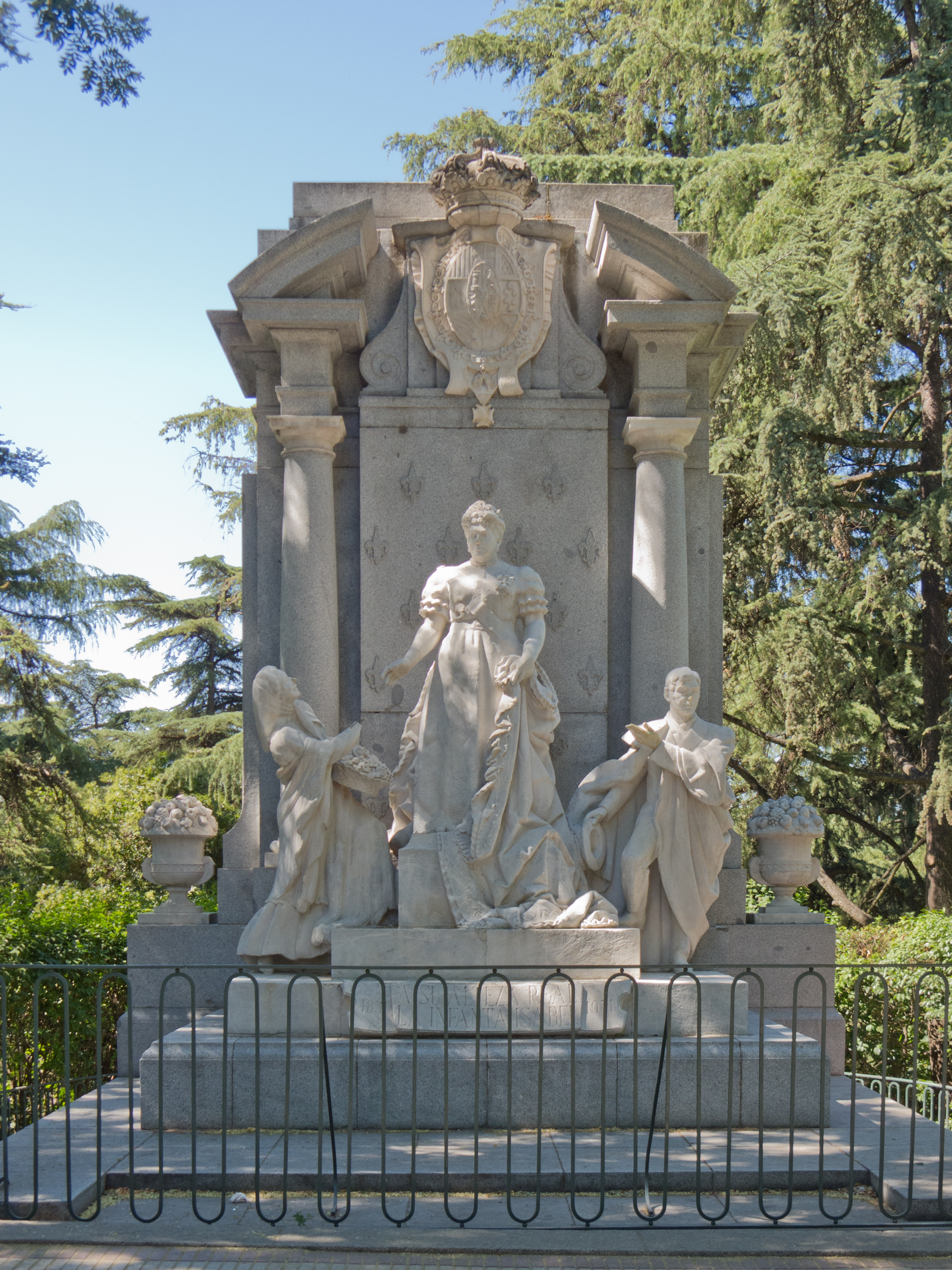
Monumento a la Infanta Isabel
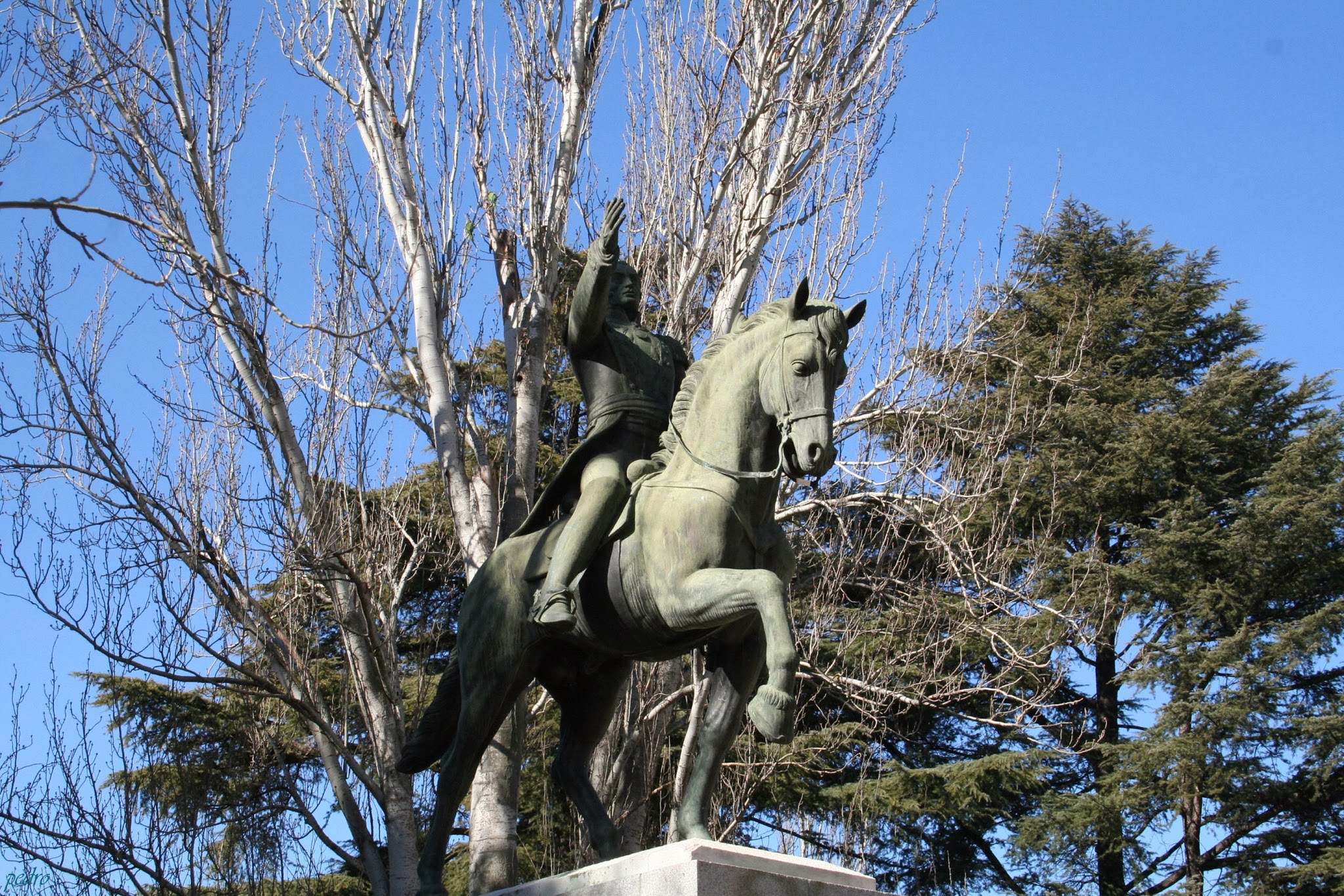
Monumento a Simón Bolívar, obra de Emilio Laiz Campos
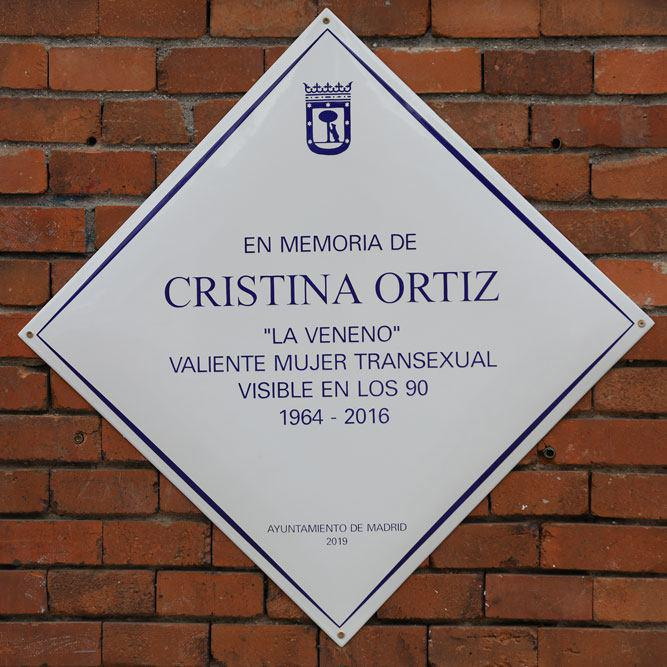
Placa en homenaje a La Veneno